# Långsjöby (östra delen)
Långsjöby (östra delen) var före 2015 en av SCB avgränsad och namnsatt småort i Långsjöby i Storumans kommun. Vid 2015 års avgränsning klassades den inte längre som en småort.
| Befolkningsutvecklingen i Långsjöby (östra delen) 1990–2015 | Befolkningsutvecklingen i Långsjöby (östra delen) 1990–2015 | Befolkningsutvecklingen i Långsjöby (östra delen) 1990–2015 | Befolkningsutvecklingen i Långsjöby (östra delen) 1990–2015 | Befolkningsutvecklingen i Långsjöby (östra delen) 1990–2015 |
| ----------------------------------------------------------- | ----------------------------------------------------------- | ----------------------------------------------------------- | ----------------------------------------------------------- | ----------------------------------------------------------- |
|                                                             |                                                             |                                                             |                                                             |                                                             |
| År                                                          |                                                             |                                                             | Folkmängd                                                   | Areal (ha)                                                  |
| 1990                                                        | 1990                                                        |                                                             | 88                                                          | 24#                                                         |
| 1995                                                        | 1995                                                        |                                                             | 95                                                          | 29#                                                         |
| 2000                                                        | 2000                                                        |                                                             | 73                                                          | 29#                                                         |
| 2005                                                        | 2005                                                        |                                                             | 65                                                          | 30#                                                         |
| 2010                                                        | 2010                                                        |                                                             | 55                                                          | 30#                                                         |
| Anm.: Ej småort 2015. # Som småort.                         |                                                             |                                                             |                                                             |                                                             |